# Índice acústico franco-belga
O sistema franco-belga é um índice acústico que atribui o número 1 ao dó da segunda linha suplementar inferior da clave de fá, dando-lhe o nome de dó1 (lê-se "dó um").
Nesse sistema, não existe o índice 0 (zero), passando do índice 1 ao índice -1 na escala descendente e vice-versa. Por exemplo, no piano, a nota à esquerda do dó1 é o si-1 (e não o si0).
Dessa maneira, é necessário recorrer a números negativos, pois o dó mais grave do órgão (duas oitavas abaixo do dó1) e o mais grave do piano – são respectivamente dó –1 e lá –2.
Da mesma forma, o dó central do piano (261,63 Hz) é um do3, e o lá dessa mesma oitava (o famoso «lá 440») chama-se la3.
Este sistema é utilizado no Brasil, Argentina, França, Bélgica, Espanha, Itália e outras partes do mundo, ainda que, com frequência, convivendo com outros índices acústicos e, em particular, o índice acústico científico. [cita [carece de fontes?]
Segundo o índice acústico científico (não utilizado no Brasil), o dó central seria do4, e o lá 440 Hz seria la4.